# Ebbas fik

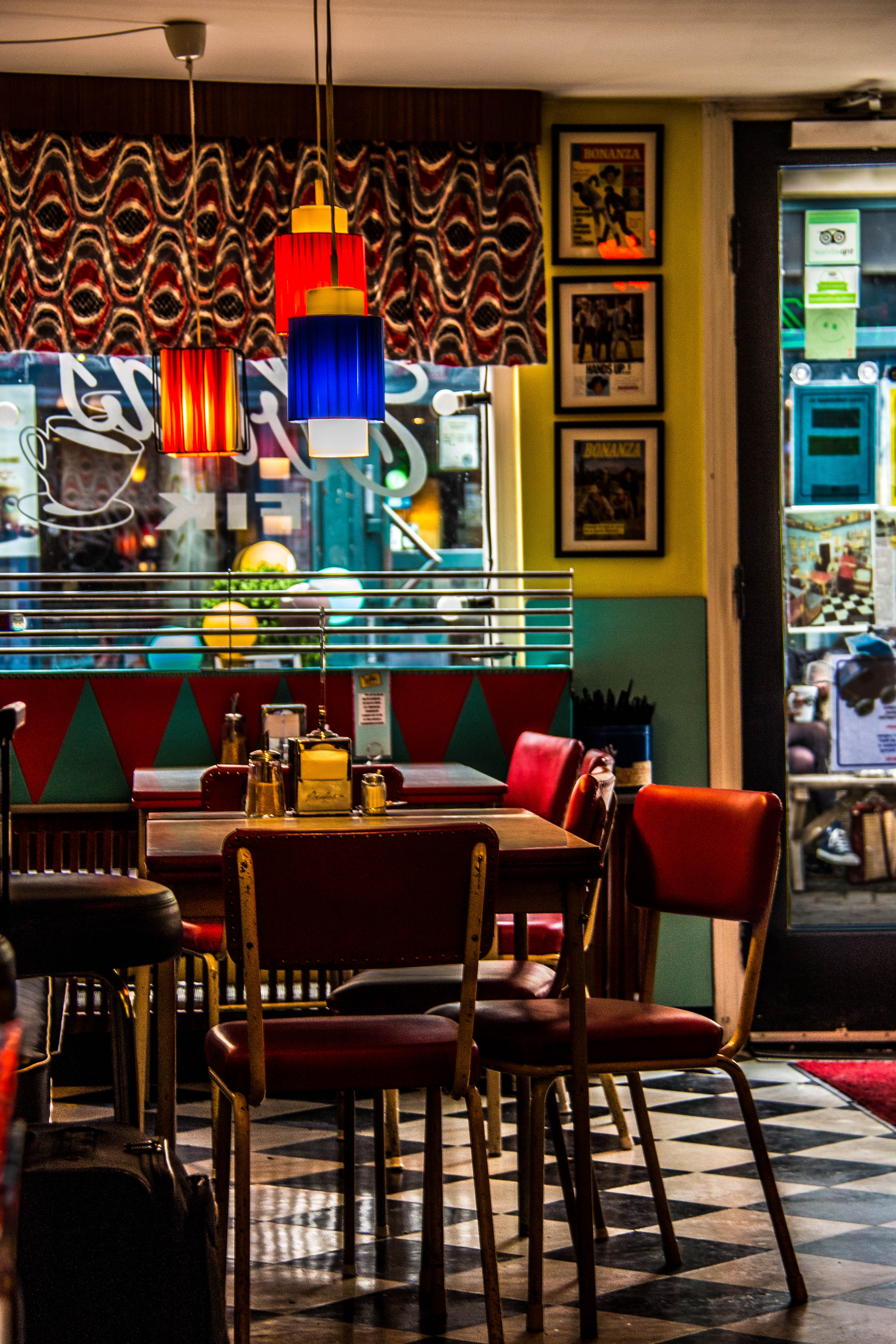
Ebbas fik, interiör.

Ebbas fik är ett 1950-talsinspirerat kafé på Bruksgatan i centrala Helsingborg. Kaféet startades 1997. År 2008 inkluderades kaféet i Stiftelsen Sveriges Bästa Bords lista Sveriges Bästa Konditorier & Kaféer. Det har även utsetts till årets kafé i Helsingborg vid fyra tillfällen. Ebbas fik har blivit ett populärt mål för turister i staden och förekommer ofta i turistbroschyrer med anknytning till Helsingborg. 

## Beskrivning
Kaféet är beläget i ett gatuhus i en våning från 1820, som dock under åren förändrats en del, bland annat genom förstoring av fönstren ut mot gatan. Inredningen består genomgående av detaljer från 1950-talet, från dess bord, stolar och väggplanscher till glas, bestick och tallrikar. Väggplanscherna består av både reklamaffischer, idolbilder och bilder på idrottspersoner från 1900-talets mitt. Det finns även en jukebox från årtiondet, som spelar tidsenlig musik, samt ett flertal andra detaljer, till exempel cigarettautomat, godisautomat och en bensinpump från Shell. 
Fikets inredning kan sägas vara indelat i två delar. En del vid entrén och serveringsdisken med ett utseende av mer traditionellt svenskt 1950-tal och en del in mot gården som hämtar sin inspiration från amerikanska diners bestående av sittgrupper i läder. På menyn finns klassiker som TV-ruta och Radiokaka, men även mer moderna kakor och bakverk. Till exempel har man. förutom vanliga chokladbollar, även chokladbollar med smak av banan, hallon och mint. Karakteristiskt för fiket är kakornas väl tilltagna storlek. Fiket serverar även varmrätter, till exempel landgångsstora varma smörgåsar och hamburgermenyer serverade i pappmodeller av klassiska amerikanska bilar från tidsåldern. På kaféets ovanvåning finns ett antikvariat med böcker från tiden. Smakprov från antikvariatet kan även hittas på stringhyllor nere i kaféet. Sommartid har fiket uteserveringar både på innergården och ut mot Bruksgatan.

## Bildgalleri

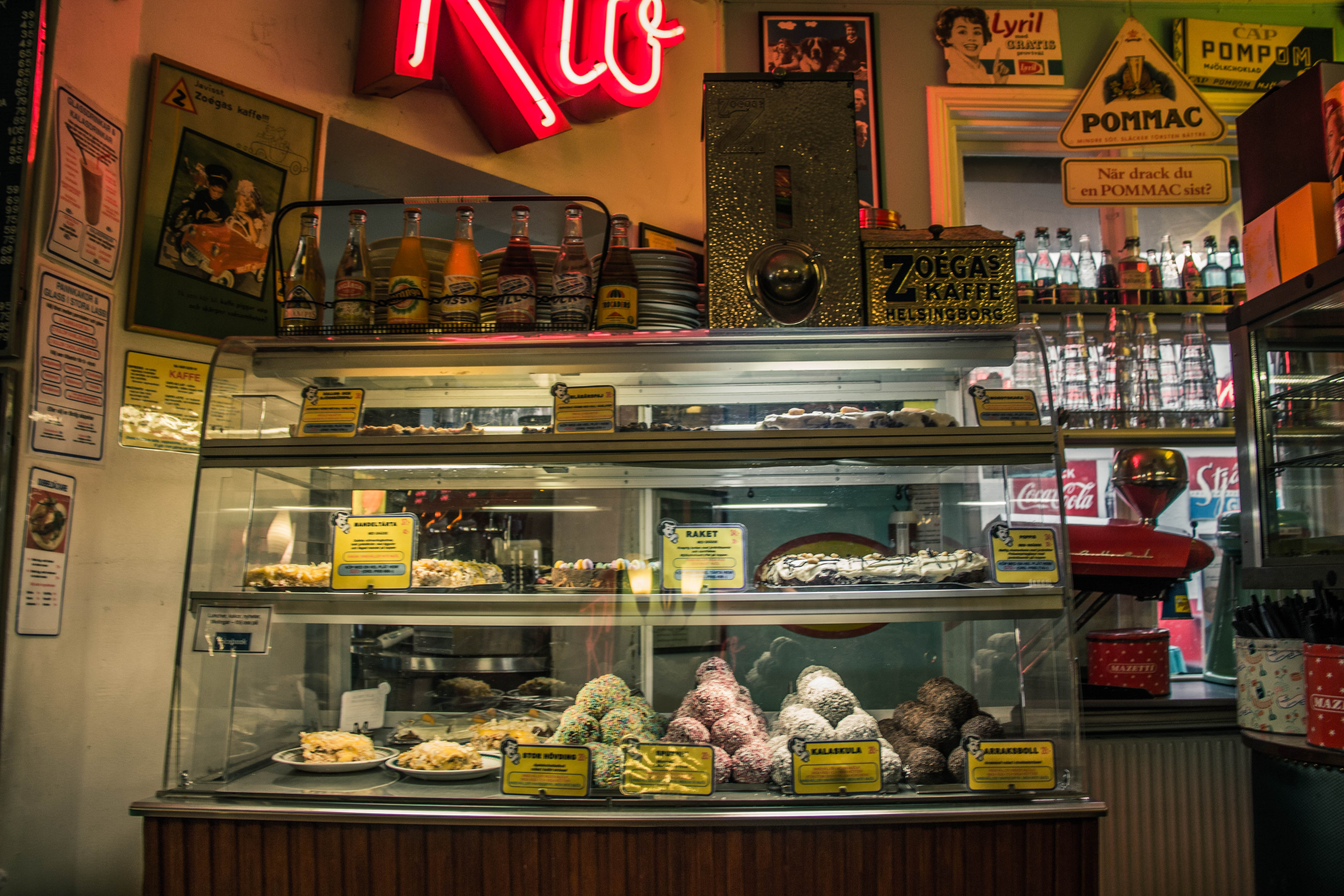
Interiör.
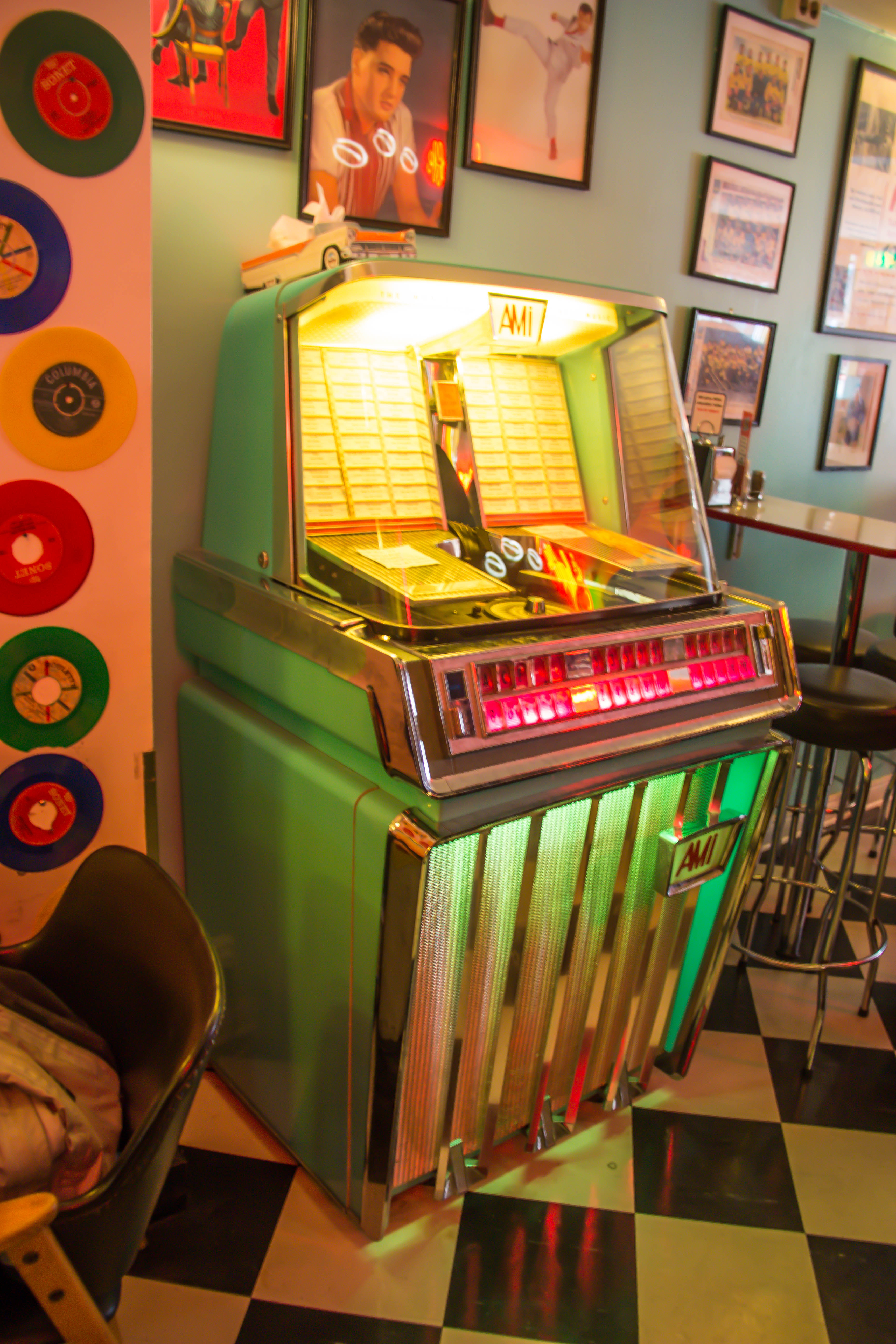
Jukebox.